# 와카 플로카 플레임
와카 플로카 플레임(Waka Flocka Flame, 본명 Juaquin James Malphurs 1986년 5월 31일 ~ )는 미국의 랩 가수이다. 어려서 구치 메인에 의해 픽업되어 랩 생활을 시작했으나, 현재는 구치 메인과 디스전 중이다. 릴 웨인, T.I., 루다크리스, 디제이 칼리드, 팀발랜드, 위클리프 진 등 유명한 가수들하고 작업한 경험이 있다. 대표곡으로는 'O Let's Do It'과 'No Hands' 등이 있다.